# Mouhcine Bouhlal
Mouhcine Bouhlal (en árabe: محسن بوهلال‎; Rabat, Marruecos, 22 de abril de 1970-5 de abril de 2025) fue un jugador y entrenador de fútbol de Marruecos que jugó en la posición de defensa.

## Carrera

### Club
Jugó toda su carrera con el FAR Rabat de 1987 a 1998, equipo con el que fue campeón nacional en 1989 y ganó la Copa del Trono en tres ocasiones.

### Selección nacional
A nivel de selecciones menores jugó en los Juegos Olímpicos de Barcelona 1992 en los tres partidos de la fase de grupos y en los Juegos Mediterráneos de 1991 donde ganó medalla de bronce. Jugó para Marruecos en 20 ocasiones de 1990 a 1996 y participó en la Copa Africana de Naciones 1992.

### Entrenador
| Periodo   | Club           |
| --------- | -------------- |
| 2020-2021 | FAR Rabat      |
| 2022-2023 | Stade Marocain |

## Logros
- Botola (1): 1989
- Copa del Trono (3): 1990, 1996, 1998